# Rachel Jeffers
Rachel Jeffers (20 de abril de 1985) es una deportista estadounidense que compitió en remo. Ganó dos medallas en el Campeonato Mundial de Remo, en los años 2006 y 2007, ambas en la prueba de cuatro sin timonel.

## Palmarés internacional
| Campeonato Mundial | Campeonato Mundial | Campeonato Mundial | Campeonato Mundial |
| Año                | Lugar              | Medalla            | Prueba             |
| ------------------ | ------------------ | ------------------ | ------------------ |
| 2006               | Eton (Reino Unido) | Medalla de bronce  | Cuatro sin timonel |
| 2007               | Múnich (Alemania)  | Medalla de oro     | Cuatro sin timonel |